# Furby församling
Furby församling var en församling i Västerås stift i nuvarande Västerås kommun. Församlingen uppgick 1540 i Badelunda församling.
I Kylla finns Furby kyrkoruin.

## Administrativ historik
Församlingen har medeltida ursprung och uppgick 1540 i (Västerås) Badelunda församling.